# Epitonium koyamai
Epitonium koyamai is een slakkensoort uit de familie van de Epitoniidae. De wetenschappelijke naam van de soort is voor het eerst geldig gepubliceerd in 1995 door Nakayama.